# Phoenix canariensis
La palma delle Canarie (Phoenix canariensis Chabaud) è una pianta della famiglia delle Arecacee, endemica delle isole Canarie, al largo della costa Atlantica dell'Africa settentrionale.
L'aspetto è simile alla vera palma da datteri, la Phoenix dactylifera, rispetto alla quale è considerata più ornamentale. È il simbolo vegetale delle Isole Canarie.

## Descrizione
Palma solitaria, con tronco robusto di 10-20(-40) m d'altezza e 70–90 cm di diametro.foglie pennate, color verde cupo, di 4-5(-6) m, con 80-100 segmenti su ciascun lato del rachide. Infiorescenze portate da peduncoli che possono superare 1 m di lunghezza. Il frutto è una drupa ovale, lunga circa 2 cm e di diametro 1 cm, di colore dal giallo-arancione alla maturazione, contenente un grosso seme singolo; la polpa è commestibile ma sottile e meno appetibile di quella dei frutti della Phoenix dactylifera.

## Distribuzione e habitat
È endemica delle isole Canarie, dove vive principalmente ad altitudini comprese fra i 200 e i 500 m. È presente su tutte le isole dove viene impiegata per produrre il miele di palma, e forma i più grandi palmeti a La Gomera, Tenerife, e Gran Canaria.
È molto popolare, come pianta ornamentale, nella gran parte delle regioni mediterranee e subtropicali del mondo, là dove le temperature non scendono al disotto dei -10/-12 °C. In Europa è coltivata su tutte le coste del Mar Mediterraneo, ma anche su quelle atlantiche, di Spagna, Portogallo, Francia, Inghilterra sudoccidentale. Vive anche in qualche zona dell'Europa centrale, in posizione molto riparata. Vi è abbondante presenza di questa specie di palme nelle regioni a clima miti d'Italia, e le palme canarie sono diventate in vari casi simboli cittadini.
L'albero ha una crescita più lenta del dovuto e si propaga solo per seme. La palma delle Canarie è utilizzata per alberature stradali, nei parchi e nei giardini domestici di dimensioni adeguate.

## Avversità
Uno dei più temibili parassiti di questa pianta è il Rhynchophorus ferrugineus, noto come punteruolo rosso delle palme. Si tratta di un coleottero curculionide originario dell'Asia, propagatosi in Medio Oriente negli anni ottanta e in seguito in tutto il bacino del Mediterraneo, rivelatosi resistente a tutti i mezzi di controllo convenzionali.
Altri parassiti degni di nota sono Diocalandra frumentii e Fusarium oxysporum canariensis.
Alle Isole Canarie, l'ibridazione con altre specie del genere Phoenix, e soprattutto con Phoenix dactylifera, è considerata una minaccia per la conservazione della specie.